# Жива
Жива (лат. hydragyrum, из старогрчког ὑδρος: hydros што значи вода и άργυρος: árgiros - сребро) прелазни је метал са симболом Hg и атомским бројем 80. Налази се у 12. групи и 6. периоди периодног система елемената. Она је једини метал и поред брома једини елемент који је у нормалним условима у течном стању. Због своје велике напетости површине, жива не влажи површину на којој се налази, већ због јаке кохезије ствара капи у облику сочива. Она, као и сви други метали, одлично проводи електричну струју.

## Историја
Жива је позната најмање из времена антике. Тако на пример споменута је већ у делима Аристотела, Теофраста из Ерозоса, Плинија Старијег и других античких писаца. У средњем веку користила је и као лековито средство (мада је због своје отровности деловала супротно). У то време жива се добијала утрљавањем цинабарита у сирће или загревањем цинабарита преко процеса сублимације. Витрувије је познавао легуре живе и злата. То се користило за позлаћивање предмета при чему је жива испаравала. У 5. веку спознало се да је сублимат жива(II) хлорида заправо живино једињење. Парацелсус је био први лекар који је израдио базне живине соли и комплексе и њих користио као лековито средство. Од 16. века жива постаје све значајнија, јер је била неопходна за добијање сребра из сребрених руда због стварања амалгамских једињења. Холандски физичар Хејке Камерлинг Онес открио је 1911. године по први пут феномен суперпроводљивости код живе. Na температури од 4,2  (-268,9 °C) потпуно нестаје електрични отпор живе.

### Етимологија
Жива је на латинском називана argentum vivum (doslovno živo srebro). У германским језицима (немачком, шведском, данском и другима) и данас се њен назив изводи из латинског (Quecksilber, Kvicksilver), док је енглески назив mercury, те слични називи у романским језицима повезани су са римским божанством Меркуром. Руски назив ртуть изведен је из прасловенског rьtǫtь у значењу котрљања. У јужнославенским језицима њен назив такође означава њену особину да тече, да се креће као да је жива.

### Алхемија
У грчкој антици живу је симболизовало божанство Хермес, који је такође био задужен и за планету Меркур. Ту митологију су преузели Римљани и алхемичари, те су створили свој пандан у облику божанства Меркура. Стога енглески назив mercury и данас означава оба појма: живу и планету Меркур. Као алтернативни назив за живу у енглеском језику користи се и реч Quicksilver. За средњовековне алхемичаре, жива, сумпор и кухињска со су била три основна елемента. Митолошка животиња једнорог је симболисала живу.

## Заступљеност
Жива је заступљена у земљиној кори у количини од 0,05 ppm (енгл. parts per million). Најважнији минерали живе су: цинобер HgS и каломел .
Жива се може пронаћи у чистом облику у природи и једина је течна супстанца традиционално сврстана у минерале од стране Међународне минералошке асоцијације (IMA). Највећи депозити руде живе налазе се између осталих у Словенији, Шпанији, Србији (рудник „Шупља стена” на Авали), Италији, Кини, Алжиру и Русији. На подручју Босне и Херцеговине руда живе се некад копала на подручју Фојнице у руднику Чемерница, а лежишта живе налазе се и у Дражевићима у близини Средњег, али рудник није отворен због слабе потражње на међународном тржишту. Руде живе се углавном јављају у минералном облику као цинабарит (HgS), највише на местима некадашње вулканске активности. Много ређе, жива се јавља и у самородном облику. У шпанском месту Алмаден налази се највеће лежиште цинабарита на Земљи. Од 2003. године његова експлоатација је заустављена а рудник је преиначен у туристичку атракцију. У словенском граду Идрија се налазио други по величини рудник живе на свету, али је недавно затворен. Данас постоји иницијатива да се рудници у Идрији и шпанском Алмадену уврсте на Унесков списак светске баштине. Нешто ређи минерали живе су монтројдит (као HgO), парашачнерит, шачнерит, југенит, луанхајт и мошеландсбергит (сви као AgHg). Донекле другачијег састава је и минерал белендорфит (као CuHg).
Жива се уобичајено складишти у металним посудама (енгл. flask) тежине 76 фунти (око 34,473 kg), а на берзи метала означава се као FL (flask). Чиста жива се добија у процесу пржења руде живе односно цинабарита (HgS) у присуству кисеоника из ваздуха. Као производ реакције добијају се елементарна жива и сумпор-диоксид:
{\displaystyle \mathrm {{}HgS\ +O_{2}\longrightarrow {}Hg+SO_{2}} }

## Особине
Жива је сребренобели, течни тешки метал. Још само понегде се убраја у племените метале, али је много реактивнија од класичних племенитих метала (попут платине и злата), а налазе се у истој периоди. Гради легуре са бројним металима који се називају амалгами. Жива у односу на друге метале доста слабије проводи електричну струју. Она је једини елемент поред племенитих гасова који је једноатоман на собној температури у гасној фази. Жива је око 13,5 пута гушћа од воде, тако да је по Архимедовом закону њена носивост 13,5 пута виша од воде. Стога на живи плива и жељезна коцка (жељезо је око 7,87 пута гушће од воде). Једна недавно извршена Монте Карло симулација показује да и густина живе подлеже релативистичким ефектима. Нерелативистичким прорачунима дошло се до процене густине од око 16,1 g/cm3.
Одговор на питање зашто је жива течна на собној температури може се разматрати на основу веза између атома живе. Атом живе има једну изузетну и јединствену конфигурацију електрона, која је не допушта никакве стабилне везе између појединих атома. Атоми свих других метала, који су на собној температури у чврстом стању, на окупу држи путем електростатике такозвани електронски гас који се састоји из делокализованих електрона из спољних орбитала атома. Металне везе елементарних метала се јављају због такозваних модела електронских трака, где су садржани одређени електрони неког енергетског нивоа. Такве траке су неопходне да би се испоштовао Паулијев принцип. Код металних веза електрони искачу из валентне траке, која је енергетски највиша трака потпуно испуњена електронима, те ускачу у проводну траку, која није потпуно испуњена електронима, и назад. Тим процесом од атома метала настаје једна врста слабих катјона, који се држе на окупу путем негативног набоја удаљених електрона, као и тзв. електронског гаса. У исто време електрони су довољно покретљиви да могу служити и као носиоци набоја за електричну струју, што објашњава и електричну проводљивост метала.
Као елемент 12. групе периодног система елемената атоми живе имају потпуно испуњене s- и d-орбитале, што значи да имају веома стабилну и енергетски врло повољну конфигурацију. Због тога је проводна електронска трака код ње празна. Код лакших хомологних елемената попут цинка и кадмијума који се налазе у истој групи ПСЕ као и жива, а на собној температури су ипак у чврстом стању, енергетске разлике између валентне и проводне траке су доста мање тако да електрони без проблема могу скакати из валентне у проводну траку, чиме настају металне везе. Посебност живе је да са 14 електрона има потпуно попуњену 4f-орбиталу, која се налази и код цинка и кадмијума, али код њих она није попуњена. Док цинк и кадмијум имају у спољној љусци по 12 електрона, жива има 26. Из разлога лантаноидне контракције и релативистичког ефекта долази до пораста маса и мање ефикасног покривања наелектрисања језгра. Тек недавно се дошло до доказа путем Монте Карло симулација да је аномалија ниске тачке топљења код живе повезана са релативистичким ефектом. Без тог ефекта могло би се очекивати да талиште живе износи око 105 K изнад оног које је експериментално доказано.
На тај начин, заузета орбитала се привлачи ближе језгра, као што је случај код валентне траке код живе. Незаузета орбитала, проводна трака, се не привлачи близу језгра, што доводи до посебно велике разлике у енергијама између валентне и проводне траке, која је значајно мања код цинка и кадмијума. На тај начин, валентну траку електрони готово да не могу напустити, што се манифестира да се метална веза изузетно слабо држи. Овим се може објаснити текуче стање код живе као и чињеница да има неуобичајено слабу електричну проводљивост.
Жива раствара метале градећи амалгаме. Изузетак су: гвожђе, платина, волфрам и молибден. Поседује велику испарљивост, при температури од 20 °C у ваздуху се налази 14 mg  у стању динамичке равнотеже. Праг безбедности живе у ваздуху износи 0,05 mg  ваздуха, зато просута жива представља потенцијалну опасност од тровања.

### Притисак паре
| Температура ( °C) | Притисак паре () | Притисак паре () | Напомена                           |
| ----------------- | ---------------- | ---------------- | ---------------------------------- |
| -38,8344          | 0,000165         |                  | тројна тачка                       |
| 0,0000            | 0,0467           | 0,000350         | [ 18 ]                             |
| 10,0000           | 0,1030           | 0,000775         | [ 18 ]                             |
| 20,0000           | 0,2420           | 0,001820         | [ 18 ]                             |
| 30,0000           | 0,5430           | 0,004070         | [ 18 ]                             |
| 50,0000           | 2,0000           |                  | [ 19 ]                             |
| 100,0000          | 37,0000          |                  | [ 19 ]                             |
| 126,2,000         | 130,0000         | 1,00000          | [ 20 ]                             |
| 164,8,000         | 670,0000         | 5,00000          | [ 20 ]                             |
| 204,6,000         | 2.660,0000       | 20,00000         | [ 20 ]                             |
| 242,0000          | 8.000,0000       | 60,00000         | [ 20 ]                             |
| 290,7,000         | 26.700,0000      | 200,00000        | [ 20 ]                             |
| 323,0000          | 53.300,0000      | 400,00000        | [ 20 ]                             |
| 357,0000          | 101.325,0000     | 760,00000        | Тачка кључања у нормалним условима |
| 1476,9,000        | 174.000.000,0000 |                  | критична тачка                     |

### Изотопи
Познато је укупно 34 изотопа живе и 9 нуклеарних изомера са масеним бројевима између 175 и 208. Седам ових изотопа су стабилни, са масеним бројевима 196, 198, 199, 200, 201, 202 и 204. Од радиоактивних изотопа једино изотоп 194Hg има релативно дуго време полураспада од 444 године (по новијим подацима 520 година). Други изотопи и језгрени изомери имају времена полураспада између 1,1 милисекунде и 46,612 дана.

## Примена
Жива се користи за пуњење термометара, барометара, манометара... Велике количине живе се користе за добијање сребра и злата и за продукцију експлозивних материјала.
Једињења живе такође имају велику примену:
- Живин(I) хлорид — каломел, користи се у медицини, за прављење електрода и као средство за заштиту биљака
- Живин(II) хлорид — сублимит, служи као катализатор у органским синтезама, у металургији, као средство за дезинфекцију.
- Hg(CNO)2 има примену у производњи детонатора.

Ако жива доспе у водену средину, микроорганизми је прерађују тако да настаје металоорганско једињење које се раствара у мастима.
Многе трагичне догађаје су изазвала баш органска једињења живе — на пример у Јапану, Гватемали, Ираку, Пакистану. Сви ти случајеви су били изазвани коришћењем намирница које су биле затроване живом. У Ираку је 1971—1972 помрло преко 3.000 људи због коришћења пшенице која је у себи садржала фенил живе. Уношење алкалних једињења живе у људски организам жива помоћу крвотока долази до можданих ћелија онемогућавајући мозгу долив крви и изазивајући поремећаје у нервном систему.
Катјони живе  и  имају различите особине.
Катјон Hg22+ припада I групи катјона, а катјон Hg2+ II.

## Жива у Србији
Налазишта живе има на Авали код Београда и Дели Јовану у Источној Србији.